# Brodecks Bericht (Comic)
Brodecks Bericht (französisch Le Rapport de Brodeck) ist ein Comic von Manu Larcenet aus dem Jahr 2017. Im Mittelpunkt der Comicadaption des gleichnamigen Romans von Philippe Claudel steht der Außenseiter und Naturkundler Brodeck. Die Einwohner seiner kleinen Gemeinde begehen einen kollektiven Mord und Brodeck soll einen Bericht verfassen, der die Tat rechtfertigt.

## Handlung
Die Geschichte spielt in einem abgelegenen Bergdorf im deutsch-französischen Grenzgebiet, kurz nach Ende eines Krieges. Weder der Krieg noch das Dorf werden konkret benannt. Brodeck betritt an einem kalten, verschneiten Herbstabend den Gasthof des Dorfes, um Butter zu kaufen. Die dort versammelten Männer haben gerade „den Anderen“ ermordet, ein reisender Maler, der vor einigen Monaten im Gasthof Quartier bezogen hat. Die Männer schüchtern Brodeck ein und verpflichten ihn, einen Bericht zu verfassen, der die Tat beschreibt und die Täter zugleich entlasten soll.
Parallel zu diesem erzwungenen Bericht erzählt Brodeck nicht nur seine eigene Geschichte, sondern auch die des Dorfes. Der Krieg liegt noch nicht lange zurück, die kleine Gemeinde war über Monate von feindlichen Soldaten besetzt. Brodeck wurde bereits zu Kriegsbeginn aus dem Dorf in ein Konzentrationslager verschleppt. Durch seinen Bericht findet er heraus, dass die Soldaten als Zeichen der Unterwerfung eine Säuberung von Fremden im Dorf forderten. Aus Perspektive der Dorfgemeinschaft stellt Brodeck aus mehreren Gründen einen Fremden und Außenseiter dar. Er hat studiert und ist neben dem Dorflehrer der einzige Intellektuelle, er ist Jude, und er ist nicht in der Gemeinde geboren. Er kam als Flüchtlingskind in Begleitung von Fédirone in das kleine Bergdorf. Die Bewohner haben Brodeck aber nicht nur als Fremden diffamiert und an die feindlichen Soldaten verraten. Sie luden weitere Schuld auf sich, indem sie den Soldaten nacheifernd seine Frau vergewaltigten.

## Stil
Larcenet verwendet ein ungewöhnliches Querformat, setzt bei der Bildanordnung aber überwiegend auf einfache und kurze Panelreihen. Wiederholt werden Sequenzen ausschließlich durch die Bilder erzählt und kommen ohne Text aus. Die ruhigen und düsteren Zeichnungen sind in kontrastreichem schwarz-weiß gehalten. Einige der Bilder erinnern wegen des hohen Weißanteils an Fotonegative. Prägend für den Stil sind auch die eindrücklichen Porträts der Dorfbewohner sowie die detaillierten Darstellungen von Landschaften, Tieren und Pflanzen.

## Veröffentlichungen
Die Geschichte erschien von 2015 bis 2016 in zwei Bänden bei Dargaud. Die deutsche Übersetzung von Ulrich Pröfrock veröffentlichte Reprodukt 2017 in einem Band. Es gibt weitere Übersetzungen ins Kroatische, Portugiesische, Slowenische und Spanische.
- Brodecks Bericht. Hardcover mit Schuber, 29 ×  23,5 cm. Reprodukt, 2017, ISBN 978-3-95640-132-9
- Le Rapport de Brodeck 1. Hardcover mit Schuber, 30 × 24,3 cm. Dargaud, 2015, ISBN 978-2-20507-385-0
- Le Rapport de Brodeck 2. Hardcover mit Schuber, 30 × 24,3 cm. Dargaud, 2016, ISBN 978-2-20507-540-3

## Rezeption
Christoph Haas lobt in der Süddeutsche Zeitung Larcenets Arbeit als großartige Comicadaption. Dabei fallen die Kürzungen der Romanvorlage, es fehlen zum Beispiel Momente des Glücks und der Geborgenheit, positiv auf. Auf Kritik stößt die Darstellung der Besatzer als drachenähnliche Kreaturen, die im Roman als „mörderische Biedermänner […], die zu Hause einem bürgerlichen Beruf nachgehen, Frau und Kinder haben“ überzeugender erscheine. Timur Vermes bezeichnet in Der Spiegel die beklemmende Adaption als „so gut, dass man selbst Angst bekommt“, bemängelt aber ebenfalls die Gestaltung der Soldaten als „gesichtslose[n] Gruselgurken mit Zombiehunden“. Christian Endres resümiert auf comic.de, die Comicumsetzung liefere einen „zutiefst beklemmenden Blick […] auf die Abgründe im Menschen und in der europäischen Kriegsvergangenheit“. Ralph Trommer hebt in Die Tageszeitung hervor, dass durch das Fehlen historischer Bezüge „eine überzeitliche Atmosphäre von Angst und Gewalt, eine zeitlose Parabel auf den Krieg“ entstehe.
Das erste Album der französischen Ausgabe erhielt 2015 den prix Landerneau de la BD. In Deutschland kürte eine Jury der Zeitung Der Tagesspiegel die Geschichte zum Comic des Jahres 2017. Im Jahr darauf wurde die Comicadaption mit dem Rudolph-Dirks-Award in den Kategorien Historisches Drama und Literaturadaption ausgezeichnet.